# Champ-le-Duc
Champ-le-Duc är en kommun i departementet Vosges i regionen Grand Est (tidigare regionen Lorraine) i nordöstra Frankrike. Kommunen ligger i kantonen Bruyères som tillhör arrondissementet Épinal. År 2022 hade Champ-le-Duc 481 invånare.

## Befolkningsutveckling
Antalet invånare i kommunen Champ-le-Duc
| Referens: INSEE |